# Euphorbia cremersii
Euphorbia cremersii är en törelväxtart som beskrevs av Werner Rauh och Razaf.. Euphorbia cremersii ingår i släktet törlar, och familjen törelväxter. IUCN kategoriserar arten globalt som sårbar.

## Underarter
Arten delas in i följande underarter:
- E. c. cremersii
- E. c. rakatozafyi